# Linda Park
Linda Park (Seul, 9 luglio 1978) è un'attrice sudcoreana naturalizzata statunitense, nota per aver interpretato il personaggio di Hoshi Sato nel franchise di fantascienza Star Trek.

## Biografia
Linda Park è nata nella Corea del Sud, a Seul, e si è successivamente trasferita negli USA. Ha iniziato gli studi frequentando la Notre Dame High School a San Jose, in California, e partecipando anche ad alcune produzioni teatrali durante la sua adolescenza. Successivamente ha ottenuto il titolo di Bachelor of Fine Arts all'Università di Boston, dopo avere frequentato per un semestre anche l'Accademia di Arte Drammatica di Londra, nel Regno Unito.
Meno di un anno dopo la fine dei suoi studi è chiamata a far parte del cast di Star Trek: Enterprise, quinta serie televisiva live-action del franchise di fantascienza Star Trek, dove interpreta il ruolo della guardiamarina Hoshi Sato, ufficiale alle comunicazioni della nave spaziale Enterprise NX-01. Il personaggio di Hoshi Sato è dotato di una particolare capacità di apprendimento delle lingue straniere, ma la stessa Linda Park nella vita reale è poliglotta; infatti parla alla perfezione inglese, coreano e spagnolo.
Linda vanta anche partecipazioni nella serie televisiva della NBC Raines e ha fatto parte del cast di Jurassic Park III nel 2001. Ha fatto parte del cast del telefilm Women's Murder Club tratto dalla omonima serie di libri di James Patterson.
Negli anni 2000 è stata scritturata per partecipare alla nuova serie televisiva NBC Raines insieme a Jeff Goldblum, con il quale aveva già lavorato sul set di Jurassic Park III.

## Vita privata
Linda Park annovera tra le sue passioni soprattutto quella della danza, che lei stessa ha definito "il mio secondo amore".
Attualmente vive a Los Angeles, in California, dove è cofondatrice della compagnia teatrale Underground Asylum.
Dal 2014 è sposata con Daniel Bess; la coppia ha un figlio, Cassius.

## Filmografia

### Attrice

#### Cinema
- Jurassic Park III, regia di Joe Johnston (2001)
- Taken, regia di Jeromy Ceseña (2002)
- Spectres, regia di Phil Leirness (2004)
- Geldersma, regia di Joseph McKelheer - cortometraggio (2004)
- My Prince, My Angel, regia di Chris Schlerf - cortometraggio (2006)
- Honor, regia di David Worth (2006)
- Infestation, regia di Kyle Rankin (2009)
- Yellow Face, regia di Jeff Liu (2013)
- The Face of Love, regia di Arie Posin (2013)
- Unbelievable!!!!!, regia di Steven L. Fawcette (2016)
- Star Trek: Captain Pike, regia di Todd Shawn (2016)
- A Christmas in New York, regia di Nathan Ives (2016)
- Dear Chickens, regia di Mauro Mueller - cortometraggio (2018)
- Black Girl Missing, regia di Delmar Washington (2023)

#### Televisione
- Popular - serie TV, episodio 2x16 (2001)
- Star Trek: Enterprise - serie TV, 98 episodi (2001-2005) - Hoshi Sato
- Raines - serie TV, 7 episodi (2007)
- Women's Murder Club – serie TV, 10 episodi (2007-2008)
- Life - serie TV, episodio 2x19 (2009)
- Law & Order - Unità vittime speciali (Law & Order: Special Victims Unit) - serie TV, episodio 10x21 (2009)
- Crash - serie TV, 13 episodi (2009)
- The Mentalist – serie TV, episodio 3x12 (2011)
- Dr. House - Medical Division (House, M.D.) – serie TV, episodio 7x21 (2011)
- NCIS - Unità anticrimine (NCIS: Naval Criminal Investigative Service) - serie TV, episodio 10x04 (2012)
- The Ordained, regia di R.J. Cutler - film TV (2013)
- Legends - serie TV, episodi 1x02-1x05 (2014)
- Warriors, regia di Martin Campbell - film TV (2014)
- Castle – serie TV, episodio 7x17 (2015)
- Adoptable - serie TV, 6 episodi (2016)
- Claws – serie TV, episodio 1x06 (2017)
- The Night Shift – serie TV, episodio 4x05 (2017)
- SEAL Team - serie TV, episodio 1x02 (2017)
- Bosch – serie TV, 26 episodi (2017-2021)
- iZombie - serie TV, episodio 4x02 (2018)
- The Affair - Una relazione pericolosa (The Affair) - serie TV, episodio 4x10 (2018)
- The Resident - serie TV, episodio 2x07 (2018)
- Lovestruck, regia di Sanaa Hamri - film TV (2019)
- Storie incredibili (Amazing Stories) – serie TV, episodio 1x04 (2020)
- Grey's Anatomy - serie TV, episodi 17x01-17x02 (2020)
- For All Mankind - serie TV, 5 episodi (2021)
- DAHMER - serie TV, episodio 1x10 (2022)
- Magnum P.I. - serie TV, episodio 5x15 (2023)

### Doppiatrice
- Fairfax - serie animata, episodi 1x01-1x07-1x08 (2021)

### Produttrice
- My Prince, My Angel, regia di Chris Schlerf - cortometraggio (2006)

## Doppiatrici italiane
Nelle versioni in italiano delle opere in cui ha recitato, Linda Park è stata doppiata da:
- Paola Majano in Star Trek: Enterprise
- Francesca Manicone in Raines
- Emanuela Baroni in Dr. House - Medical Division
- Perla Liberatori in Castle
- Anna Cugini in Grey's Anatomy
- Alessia Rubini in Bosch
- Stella Musy in The Mentalist
- Angela Brusa in Magnum P.I.

Da doppiatrice è sostituita da:
- Monica Ward in Fairfax